# Adrienne Clarkson
Adrienne Clarkson, född 10 februari 1939 i Brittiska Hongkong, är en kanadensisk journalist som var Kanadas generalguvernör 1999-2005.